# The Code of Honor
Pour plus de détails, voir Fiche technique et Distribution.
The Code of Honor est un court métrage muet américain réalisé par Frank Borzage, sorti en 1916.

## Fiche technique
- Titre : The Code of Honor
- Réalisation : Frank Borzage
- Scénario : William Parker
- Société de production : American Film Manufacturing Company
- Société de distribution : Mutual Film Corporation
- Pays de production :  États-Unis
- Langue : anglais
- Format : Noir et blanc - 35 mm - 1,37:1 -  Muet
- Genre : drame
- Durée : 30 minutes (3 bobines)
- Date de sortie :
  - États-Unis : 21 mars 1916

## Distribution
- Estelle Allen
- Frank Borzage
- Ward McAllister
- George Periolat
- Vivian Rich
- Alfred Vosburgh